# Kompas
Kompas là một tờ báo quốc gia của Indonesia từ Jakarta được thành lập vào ngày 28 tháng 6 năm 1965. Tờ báo được xuất bản bởi PT Kompas Media Nusantara, một bộ phận của Tập đoàn Kompas Gramedia. Trụ sở chính của nó được đặt tại Tháp đa phương tiện Kompas, Tanah Abang, Trung Jakarta.